# أوليفر هارتمان
أوليفر هارتمان (بالألمانية: Oliver Hartmann)‏ هو عازف قيثارة ومغني وكاتب أغاني ألماني، ولد في 28 يونيو 1970 في روسلسهايم في ألمانيا.

## وصلات خارجية
- الموقع الرسمي
- أوليفر هارتمان على موقع IMDb (الإنجليزية)
- أوليفر هارتمان على موقع ميوزك برينز (الإنجليزية)
- أوليفر هارتمان على موقع ديسكوغز (الإنجليزية)